# Cheshire
Cheshire (în română Comitatul Chester) este unul din comitatele ceremoniale din vestul Angliei.

## Orașe din cadrul districtului
- Alsager
- Bollington
- Chester
- Congleton
- Crewe
- Ellesmere Port
- Frodsham
- Knutsford
- Macclesfield
- Middlewich
- Nantwich
- Neston
- Northwich
- Runcorn
- Sandbach
- Warrington
- Widnes
- Winsford

## Personalități
- Harry Styles

## A se vedea și
- Listă de orașe din Regatul Unit